# 소천초등학교 두음분교
소천초등학교 두음분교는 대한민국 경상북도 봉화군에 있는 공립 초등학교이다.

## 학교 연혁
- 1960년 5월 5일 임기국민학교 두음분교 설립 인가
- 1962년 5월 2일 두음분교장 개교
- 1996년 3월 1일 임기초등학교 두음분교 개편
- 1999년 9월 1일 소천초등학교 두음분교 개편

## 참고 자료
- 소천초등학교두음분교장 - 한국교육학술정보원 학교알리미